# Molvanîa: una terra mai raggiunta dai dentisti
Molvanîa: una terra mai raggiunta dai dentisti è una parodia di guida turistica di un luogo immaginario, la Molvanîa. Il libro è stato creato dagli australiani Tom Gleisner, Santo Cilauro e Rob Sitch.

## Opera
Il volume non ha una vera e propria trama, ma presenta, in maniera esilarante, le caratteristiche della Molvanîa, collocata nell'Europa orientale, e presentata come la culla della polka e della pertosse, un luogo in cui gli scenari naturali, le grandiose architetture neoclassiche e un amore secolare per la cultura più raffinata, bisogna riconoscerlo, scarseggiano. Il suo territorio è suddiviso in quattro regioni (Altopiano occidentale, La grande vallata centrale, Le steppe orientali, Le Alpi Molvane), tutte parimenti inospitali.
La guida è opera di alcuni membri del gruppo satirico australiano Working Dog (Santo Cilauro, Tom Gleisner e Rob Sitch) ed è una parodia del genere guida turistica: contiene tutti gli elementi normalmente presenti in un'opera del genere, dalle foto ai consigli per alloggi e ristoranti, mappe, indicazioni sui trasporti, e perfino un frasario essenziale nella incomprensibile ed impronunciabile lingua molvana.
Sono presenti inoltre la cartina dettagliata del paese, che indica in maniera minuziosa, oltre ai confini, alle autostrade e ai laghi, anche gli acquitrini, i territori inesplorati per presenza di mine, le discariche di scorie chimiche e altri luoghi interessanti suddivisi in luoghi di grande interesse, interessanti e solo se cercate un gabinetto.
La terza di copertina presenta una panoramica della collana JetLag di cui fa parte, sempre in via di immaginazione, il libro. Le guide Viva San Sombrero, Aloha Tikki Tikki e Sopravvivere al Moustaschistan, tutte dalle copertine particolarmente eloquenti, non sono mai state realmente pubblicate.
In Australia è invece stato pubblicato un seguito della guida Molvanîa, intitolato Phaic Tăn: Sunstroke on a Shoestring attualmente pubblicato anche in Italia da Rizzoli con il titolo  Păh-Tak. La patria del colpo di sole.

## Edizioni
- Santo Cilauro, Tom Gleisner, Rob Stich, Molvanîa: una terra mai raggiunta dai dentisti, traduzione di Carlo Capararo, collana Le guide JetLag, Rizzoli, 2004,  p. 175, ISBN 88-17-00357-3.